# 宮川賢の日曜!えぴきゅりあん
『宮川賢の日曜!えぴきゅりあん（みやかわまさるの にちよう えぴきゅりあん）』は、アール・エフ・ラジオ日本で2013年4月から2015年3月まで放送していた、宮川賢がパーソナリティのラジオ番組。
ナイターシーズン中は日曜ナイターの雨傘番組として放送。ナイターオフシーズンは『宮川賢の日曜!えぴきゅりあんevery（みやかわまさるの にちよう えぴきゅりあん えぶり）』として毎週放送された。

## パーソナリティ
- 宮川賢（劇団ビタミン大使ABC･主宰）

## バーチャルアシスタント
- 菜月アイル（2013年6月16日、6月30日、7月14日、8月11日、以降不定期）

## 月イチレギュラー
- Wコロン「月イチWコロン」のコーナーを担当

## 放送日時
ナイターシーズン中（宮川賢の日曜!えぴきゅりあん）
- 2014年度の放送日→2014年4月6日、4月13日、4月27日、5月4日、5月11日、6月1日、6月15日、6月29日、7月20日、7月27日、8月17日、8月31日、9月7日、9月28日。
- 2013年度の放送日→2013年4月21日、4月28日、5月12日、5月19日、6月9日、6月16日、6月30日、7月14日、7月21日、7月28日、8月11日、8月25日、9月8日、9月15日。

- 原則として「ラジオ日本ジャイアンツナイター」・「ぎふチャンラジオ・ダイナミックナイター」で巨人主催試合が組まれず、試合が放送されない日曜夜17:55-21:00の3時間5分（実際は20:56で終了）に放送された。

- 巨人主催試合がある場合、ラジオ日本ではその試合（ナイター生中継、もしくはデーゲーム録音放送）を放送する。ぎふチャンは巨人主催試合がナイターの場合それをネットするが、デーゲームの場合は別番組。

ナイターオフシーズン（宮川賢の日曜!えぴきゅりあんevery）
- 毎週日曜夜18:00-21:00に生放送。
- 2013年10月27日はラジオ日本開局55周年記念特別番組のため休止。ぎふチャンもラジオ日本の特番をそのままネットした。
- 2013年11月10日は宮川が舞台公演のため録音放送。
- 2014年3月23日も宮川が舞台公演のため録音放送。
- 2015年3月22日は特別番組のためラジオ日本では休止。ぎふチャン向けに本番組の裏送り放送が行われた。
- 2015年3月15日の放送にて、3月29日を以って終了（4月以降のナイター予備番組としての放送も行わない）ことが発表された。

## 番組コンセプト
旧男の三悪「飲む・打つ・買う」の復権を考える当番組では18時台は「飲む」をテーマに、19時台は「打つ」をテーマに、20時台は「買う」をテーマにお送りしている。
と言っても「買う」は女遊びばかりではなく普通にショッピング情報を紹介したり、「打つ」をテーマの19時台もギャンブル情報ではなく「遊ぶ」を中心とした情報を展開し、“えぴきゅりあんラジオPARK”としてクイズやゲームコーナーをもうけている。
そして、何より全編通してテーマとなっているのが『週末から週明けへの気持ちの切り替えが出来ない人へ向けて』の番組であること、そしてそのような遊び足りない人たちのことを「ダメ大人」として、その愛すべきダメ大人に向けての放送としております。
尚、番組タイトルにある『えぴきゅりあん』とは、快楽主義者や享楽主義者の意味である。

## おもなコーナー
- 「駄目な大人のダメダメ大喜利！」（番組開始 - ）
駄目な大人をテーマとした大喜利を展開している、番組の縦軸コーナー。
『おはよう!スプーン』の「ニュース･スプーン曲げ」の夜バージョンと言える。

- 「スタッフからの挑戦状！目指せ正解者ゼロ！ ～ミュージッククイズ・共通点は何じゃらほい？！～」（番組開始 - ）
番組内で通してかかる曲の共通点を当てるミュージッククイズ。

- 「お仕事のあとのお楽しみ情報！」（番組開始 - ）
マニアックなイベントやお祭りなどや、サブカル情報を紹介するコーナー。

- 「えぴきゅりあんラジオPARK」（番組開始 - ）

①「ビートルズ神経衰弱！」（7月28日 - ）
加藤くん（番組プロデューサー）とリスナー（電話で出場）が対決するラジオ神経衰弱コーナー。
トランプの神経衰弱とやり方は同じ。ただし、カードをめくる曲は「たった6つ」。
1･2･3･4･5･6の1～6までの番号にビートルズナンバー3曲が二つずつ隠されています。それをトランプの神経衰弱と同様に「カードの番号を開いて」同じビートルズの曲のペアを作ればオッケー。最後のペア（3組目）を作った方が勝ち。
②「スピードクイズ！加藤くんをぶっ飛ばせ！」（番組開始 - ）
誰よりも早くクイズの正解をメールするコーナー。
意外と加藤くんが空気を読めずに本気になっている！
リスナーは正解よりもボケ回答を送るのが定番化している。
- 「ショッピングインフォメーション」（4月28日 - ）
レコメンダー（ゲスト）がどうでもいい商品をラジオショッピング風に紹介する。
もしくは普通にゲストとトークを展開する。（『おはよう!スプーン』の「まさるの部屋」に近いゲストゾーン。）

## 不定期コーナー
- 「知らねぇよ！のコーナー」（6月16日 - ）
どうでもいい話の最後に宮川から「知らねぇよ！」と叫んで貰うコーナー。

- 「エロ俳句(川柳)のコーナー」（6月16日 - ）
エッチな俳句(川柳)を吟じるコーナー。

## 終了したコーナー
- 「プロポーズパズル当てちゃって!」（番組開始 -  7月21日）

事前に収録した文節のフレーズをランダムに並びかえたものをリスナーに当てて貰う、音声クイズ。
プロポーズの返事が3つの文節に分かれていて、(私も)(あなたが)(大好きでした)がそれぞれ1番～3番まで違うフレーズが3種類あり、1通りしかない正解の組み合わせを当てる。
3つのフレーズ組み合わせ番号を221とか321の1～3まで3ケタを予想。
ちなみにプロポーズに応える女性の声は劇団ビタミン大使ABCの福田加奈子。7月14日,7月21日放送は中村愛が担当。

## その他
- 番組内では時報やニュース、交通情報は入らない。（但し、緊急の交通情報や地震速報、ニュース速報がある場合は曲の中で消化。重要なニュースの場合は報道センターからの割り込み有り。20時は正時にポーン！とだけ時報が鳴る。）「― every」になってからは18時台の終わりに「ラジオ日本ニュース」が入るようになった。

- パーソナリティの宮川は「おはよう!スプーン」以来、約7ヶ月ぶりにラジオ日本に復帰。

- 担当D(ディレクター)は佐藤ディレクター。（過去に「おはよう!スプーン」の水曜担当D）10月からは岡本ディレクター（第五ターミナル）も加入した。

- 生放送ではあるが番組内で録音素材が流れるのは、最低限のスタッフ(P,D,ミキサー,パーソナリティ)で番組製作しているので、録音収録テープが流れている時に宮川が自ら番組へのメールをプリントアウトし、チェックしているもよう。

- 2013年6月16日の放送より、バーチャルアシスタント制を導入。サンプリングマシン（フラッシュメモリーオーディオプレーヤー PX10）にアシスタントの声を事前に収録し、宮川がよきタイミングであたかもスタジオにアシスタントがいるように掛け合いをする。

- 2013年6月22日に番組ホームページを開設する。

- 2013年7月28日の放送で、ぎふチャンは20:30から別番組を放送する為、20:30で放送終了(飛び降り)した。

- 2013年9月15日の放送で、10月以降を番組が続くことを発表。タイトル名が「宮川賢の日曜!えぴきゅりあんevery」になる（オフシーズンが終わる2014年3月まで）。

- 2013年12月8日-22日は箱根駅伝特別番組「タスキでつなぐ青春の200キロ」を19:45～20:00に内包した。

## 関連番組
- 簡易恋愛プログラム 宮川賢のデートの時間でそ?!
- サタデー大人天国! 宮川賢のパカパカ行進曲!!
- 宮川賢の誰なんだお前は?!
- 夜な夜なニュースいぢり X-Radio バツラジ
- 宮川賢のおはよう!スプーン
- 宮川賢のまつぼっくり王国